# Клэйтроника
Клэйтро́ника — абстрактная концепция будущего, состоящая в объединении наномасштабных роботов и информатики с целью создания индивидуальных компьютеров атомных размеров, называемых клэйтронными атомами или к-атомами. Они могут вступать в контакт друг с другом и создавать материальные 3-D объекты, с которыми может взаимодействовать пользователь. Эта идея входит в более общую идею создания программируемой материи. Многочисленные исследования и эксперименты с клэйтроникой проводятся группой учёных в университете Карнеги-Меллона в Питсбурге, штат Пенсильвания, которая состоит из профессоров Тодда Моури, Сета Голдштейна, аспирантов и студентов, а также исследовательской группой из лаборатории Интел в Питтсбурге, лабораторией Sheffield Robotics. Клэйтроника имеет потенциал значительного влияния на многие сферы повседневной жизни, такие как телекоммуникации, человеко-компьютерный интерфейс и индустрию развлечений.

## Текущие исследования
Текущие исследования направлены на создание модульных реконфигурируемых роботов и разработку программных комплексов, необходимых для управления роботами с «изменяемой формой». Локально распределённые предикаты (ЛРП) — это распределённый язык программирования высокого уровня для проектирования систем модульных реконфигурируемых роботов (МРР). Есть много проблем, связанных с программированием и управлением большим числом дискретных модульных систем из-за множественности степеней свободы, которые соответствуют каждому модулю. Например, для перенастройки одной структуры в другую может потребоваться большой путь перемещений, управляемый сложной цепочкой команд, даже если эти две структуры незначительно отличаются друг от друга.
В 2005 году усилия исследователей по разработке концепции аппаратного обеспечения в миллиметровом диапазоне размерной шкалы оказались успешными. Были созданы цилиндрические прототипы размером 44 мм в диаметре, взаимодействующие друг с другом посредством электромагнитного поля. Эти эксперименты помогли исследователям установить соотношение между массой и потенциальной силой связи между объектами, которое можно сформулировать так: «10-кратное уменьшение размера приводит к 100-кратному увеличению силы по отношению к массе». Последними достижениями по разработке таких прототипов стали цилиндрические роботы диаметром около миллиметра, изготовленные по тонкоплёночной технологии методом фотолитографии. Они взаимодействуют друг с другом с помощью сложного программного обеспечения, которое управляет электромагнитным притяжением и отталкиванием между модулями.

## Аппаратура
Активизирующим стимулом по разработке программного обеспечения является наличие устройств, которые модифицируют сами себя в заданном направлении. Клэйтроника по определению — это набор отдельных компонентов, называемых клэйтронными атомами или к-атомами. Чтобы обладать живучестью, к-атомы должны удовлетворять ряду критериев. Во-первых, к-атомы должны уметь двигаться в трёхмерном пространстве друг относительно друга и быть способными соединяться друг с другом, образуя трёхмерные конструкции. Во-вторых, к-атомы должны уметь общаться друг с другом и иметь возможность обрабатывать информацию о структуре конструкции, возможно, с помощью друг друга. По сути, к-атомы состоят из процессоров, сетевых устройств связи, однопиксельного дисплея, нескольких датчиков, бортового аккумулятора и средств соединения друг с другом.

### Современные к-атомы
Исследователи Университета Карнеги-Меллона разработали различные прототипы к-атомов. Они варьируются от мелких кубиков до гигантских шаров, наполненных гелием. Прототип, на который больше всего надеются разработчики как на будущий к-атом — это плоский к-атом. Он имеет форму цилиндра диаметром 44 мм, который оснащён 24 электромагнитами, расположенными по его окружности. Движение к-атомов осуществляется совместно включением и выключением электромагнитов для того, чтобы катиться по поверхности друг друга. В каждый момент времени только на один элетромагнит каждого к-атома подаётся энергия. Эти прототипы способны перенастроить себя довольно быстро. Разъединение двух блоков, передвижение к другой точке контакта и новое соединение занимает около 100 мс. Питание подаётся на к-атомы через специальные ножки на дне цилиндра. Проводящие ленты на столе подводят необходимую мощность.

### Направления разработок
Современные конструкции к-атомов обеспечивают движение только в двух измерениях относительно друг друга, но будущие к-атомы должны будут перемещаться в трёх измерениях. Целью учёных является разработка к-атомов миллиметрового размера без каких-либо движущихся частей, чтобы обеспечить высокую технологичность. Миллионы таких микророботов смогут излучать свет переменной интенсивности и разного цвета, позволяя использовать их для динамического физического рендеринга (создания картин). Для реализации таких конструкций локальная цель разработок была перенесена на создание достаточно простых к-атомов, которые функционируют только в составе ансамбля, и с ансамблем в целом способны к выполнению более сложных функций.
Поскольку к-атомы уменьшаются в размере, бортовой аккумулятор, требуемый для его работы, скоро будет превосходить размер самого к-атома, поэтому для решения проблем энергетики потребуются альтернативные решения. В настоящее время проводятся исследования по питанию всех к-атомов в ансамбле, по использованию контакта к-атома с к-атомом в качестве способа транспортировки энергии. В одном из вариантов изучается возможность использования специального стола с положительным и отрицательным электродами и передача энергии к-атомам с помощью «виртуальных проводов».
Ещё одной важной задачей является разработка универсальных одинарных разъёмов для к-атомов, с тем чтобы время реконфигурации было на минимальном уровне. Нановолокна обеспечат возможное решение этой проблемы. Нановолокна допускают большое сцепление при малых размерах и обеспечивают низкий уровень энергопотребления, когда к-атомы находятся в состоянии покоя.

## Программное обеспечение
Организация всех связей и взаимодействий между миллионами к-атомов субмиллиметрового масштаба требует разработки новых алгоритмов и языков программирования. Исследователи и инженеры лаборатории клэйтроники Карнеги-Меллона-Интел начали широкий диапазон проектов по разработке программного обеспечения для облегчения разработок взаимодействия между к-атомами. К наиболее важным проектам относится разработка новых языков программирования, которые позволяют более эффективно использовать возможности клэйтроники. Целью клэйтронной матрицы является динамическое формирование трёхмерных объектов. Но огромное количество к-атомов в этой распределённой системе увеличивает сложность микро-управления каждым к-атомом. Каждый к-атом должен воспринимать точную информацию о своём местоположении и выполнять команды взаимодействия со своими соседями. В этой среде язык программирования для матричных операций должен содержать лаконичные утверждения для команд высокого уровня, чтобы они могли быстро распространяться по сети. Язык программирования матриц требует более краткого синтаксиса и стиля команд, чем обычные языки программирования, такие как C++ или Java.
Лаборатория клэйтроники Карнеги-Меллона-Интел создала два новых языка программирования: Meld и локально распределённые предикаты (ЛРП).

### Meld
Meld — это декларативный язык, язык логического программирования, первоначально предназначенный для программирования оверлейных сетей. С помощью логического программирования код для ансамбля роботов может быть интерпретирован с глобальной точки зрения, что позволяет программисту сосредоточиться на общей производительности клэйтронной матрицы, а не писать отдельные инструкции для каждого из нескольких тысяч или миллионов к-атомов в ансамбле. Это существенно упрощает процесс мышления при программировании движения клэйтронной матрицы.

### Локально распределённые предикаты
ЛДП является реактивным языком программирования. Он использовался для отладки в более ранних исследованиях. В дополнение к языку, который позволяет программисту описывать операции при разработке матрицы формы, ЛДП может использоваться для анализа распределённых локальных условий. Он может работать со связанной группой модулей фиксированного размера, обеспечивая различные функции по управлению состоянием конфигурации. Программы, нацеленные на модули фиксированного размера, а не на полную совокупность, позволяют программистам работать с клэйтронными матрицами чаще и эффективнее. В ЛДП предусмотрены также средства для согласования взаимодействия распределённых структур. Это даёт возможность программисту манипулировать более широким набором переменных булевой логики, что позволяет программе делать поиск более крупных объектов для активного взаимодействия и строить стратегию поведения среди групп модулей.

### Распределённые точки останова
Проявление ошибок среди тысяч и миллионов отдельных к-атомов трудно обнаружить и исправить, поэтому клэйтронные матричные операции требуют динамичной и самостоятельной процедуры выявления и отладки ошибок. Исследователи клэйтроники разработали распределённые точки останова, алгоритм на уровне подхода для обнаружения и фиксации ошибок, пропущенных традиционными методами отладки. Этот алгоритм определяет узлы, за которыми устанавливается наблюдение для определения истинности распределённых состояний. Такой подход обеспечивает простой и описательный набор правил для оценки распределённых состояний и оказывается эффективным при обнаружении ошибок.

### Алгоритмы
Два важных класса алгоритмов клэйтроники относятся к алгоритмам создания и локализации формы. Конечная цель исследований клэйтроники состоит в создании движения в трёхмерном представлении. Все исследования перемещений к-атомов, коллективной активации и иерархического управления движением основаны на алгоритме создания формы для приведения к-атомов в необходимую структуру, которая обеспечит прочность и плавный переход к динамическому ансамблю. Алгоритмы локализации обеспечивают к-атомам возможность нахождения своих позиций в ансамбле. Кроме того, алгоритмы локализации должны обеспечивать точное относительное знание к-атомами всей матрицы в целом, основанной на наблюдении полностью распределённой системы при наличии шумов.

## Применения
Поскольку возможности по развитию роботизированных модулей будут исчерпаны, клэйтроника станет полезной во многих приложениях. Будущие применения клэйтроники относятся к новым методам коммуникаций. Клэйтроника может предложить реалистичное чувство связности на больших расстояниях, называемое «парио». Подобно тому, как аудио и видео информация создаёт слуховое и визуальное воздействие, парио обеспечивает слуховое, визуальное и физическое ощущения одновременно. Пользователь будет иметь возможность услышать, увидеть и потрогать объект общения вполне реалистичным способом. Парио может эффективно использоваться во многих профессиональных дисциплинах из инженерного проектирования, образования и охраны здоровья, развлечений и досуга, например, в видеоиграх.
Воплощение достижений в области нанотехнологий и информатики, необходимые для клэйтроники, вполне реально, но для этого потребуется решить огромные проблемы и внедрить множество инноваций. В интервью в декабре 2008 года Джейсон Кэмпбелл, руководитель группы исследователей из лаборатории Интел в Питтсбурге, сказал: «Мои оценки того, сколько времени займёт то или иное исследование, менялись в диапазоне от 50 лет вплоть до всего лишь пары лет. И это за каких-то четыре года, которые я работаю над проектом».